# Bolle (Nordland)
Pour les articles homonymes, voir Bolle.
Bolle est une localité du comté de Nordland, en Norvège.

## Géographie
Administrativement, Bolle fait partie de la kommune de Vestvågøy.